# Aphis hederiphaga
Aphis hederiphaga är en insektsart. Aphis hederiphaga ingår i släktet Aphis och familjen långrörsbladlöss. Inga underarter finns listade i Catalogue of Life.